# Inaya Day
Inaya Day (artiestennaam van: Inaya Davis) (New York, 17 januari 1977) is een Amerikaanse zangeres, die vooral bekend is van haar zangbijdragen op house-muziek tracks zoals Horny van Mousse T.

## Biografie
Inaya Day begon met zingen in haar kerk in Brooklyn (New York). Ze bezocht de prestigieuze High School of Music and the Performing Arts. Ze studeerde musical theater aan de University of Connecticut te Bridgeport, Connecticut.
Inaya Day heeft op Broadway opgetreden, bijvoorbeeld als understudy van Stephanie Mills als "Dorothy" in The Wiz en kreeg de hoofdrol in Washington en Saint Louis (Missouri).
Inaya Day heeft veel ervaring als sessiemuzikante en verscheen op nummers van Michael Jackson, Al Green, Sean "Puffy" Combs, MC Lyte, Queen Latifah, Monie Love, Big Daddy Kane en Jonathan Butler.
Ze schreef ook nummers voor Randy Crawford en Bootsy Collins. Haar meest bekende nummer dat ze schreef is Gossip folks, de tweede single van Missy Elliotts Under construction album.
Inaya Day kwam in aanraking met house-muziek in 1996 toen ze gevraagd werd voor een demo. Ze ontmoette de Duitse remixer en producer Mousse T, die een dance-single produceerde getiteld Keep pushin, die de tweede plaats bereikte in de Amerikaanse Billboard dancecharts. Ze zong vervolgens de zangpartijen op Mousse T's nummer Horny (credit: Hot 'N' Juicy met Emma Lanford), die zelfs de eerste plaats bereikte in de Billboard dancecharts en wereldwijd een grote dancehit werd. De opvolger Hold your head up bereikte nummer 6 in de Billboard dancecharts.
Haar manager was Stacey Castro van 1996 tot 1998.
In 2004 zong ze op een nummer van de Australische danceproducer Mr Timothy getiteld I am tha 1. Ze zong ook op zijn volgende nummer Stand by me later dat jaar. In 2008 werkt ze samen met Michael Woods op de single Natural High.
Het door Mousse T. geproduceerde nummer Nasty girl (een cover van Vanity 6 uit 1982) werd eerst in Australië uitgebracht en later (in juli 2005) in Engeland en Europa. In 2018 maakt ze met Chris Cox en Trey Lorenz een cover van Relight My Fire van Dan Hartman.

## Discografie

### Singles
| Single met eventuele hitnotering(en) in de Nederlandse Top 40 | Datum van verschijnen | Datum van binnenkomst | Hoogste positie | Aantal weken | Opmerkingen             |
| ------------------------------------------------------------- | --------------------- | --------------------- | --------------- | ------------ | ----------------------- |
| Nasty girl                                                    | 7-2005                | 20-8-2005             | 32              | 5            | Dancesmash op Radio 538 |